# Johann Conrad Firnhaber von Eberstein

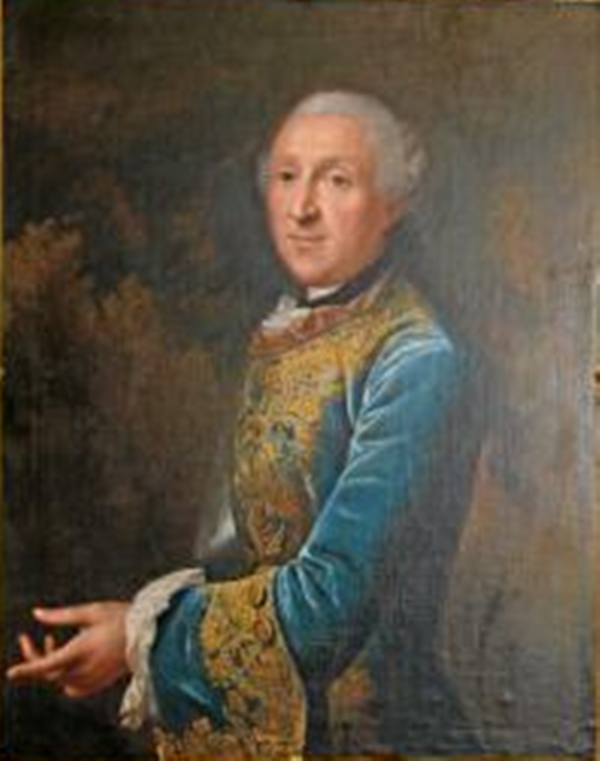
Johann Conrad Firnhaber von Eberstein

Johann Conrad Freiherr Firnhaber von Eberstein (* 22. September 1776 in Rüsselsheim; † 4. Juni 1849) war ein hessischer Politiker und ehemaliger Abgeordneter der 2. Kammer der Landstände des Großherzogtums Hessen.

## Familie
Johann Conrad Firnhaber von Eberstein war der Sohn des Gutsbesitzers Max Anton Freiherr Firnhaber von Eberstein (1728–1777) und dessen Frau Rahel Elisa geborene de Neuville (aus Frankfurt am Main). Johann Conrad Firnhaber von Eberstein, der evangelischer Konfession war, heiratete am 2. Februar 1807 in Kassel Anna Gertrud geborene Kolff, die Witwe des ehemaligen holländischen Major Adrian van der Hoop. Sie hatte bereits drei Kinder: die Zwillingsbrüder Willem-Gerit und Walter (* 1799), und die Tochter Luise (* 1801). 

## Ausbildung und Beruf
Johann Conrad Firnhaber von Eberstein wurde Hessen-Kasselscher Leutnant und von 1801 bis 1806 Stabsrittmeister im Regiment Garde du Corps. 1817 wurde er kurhessischer Kammerherr, 1821 Mitglied des Inspektorates beim geistlichen Landkasten Gießen. Er war seit 1808 Gutsherr auf der Schmitte bei Rodheim a. d. Bieber. Dort richtete er das Haus am Bach für sich und seine Familie als Wohnhaus ein. Per Testament vermachte er das Hofgut seinem Stiefsohn Willem-Gerrit Freiherr van der Hoop (1799–1857), der seit 1835 die dortige Landwirtschaft leitete.

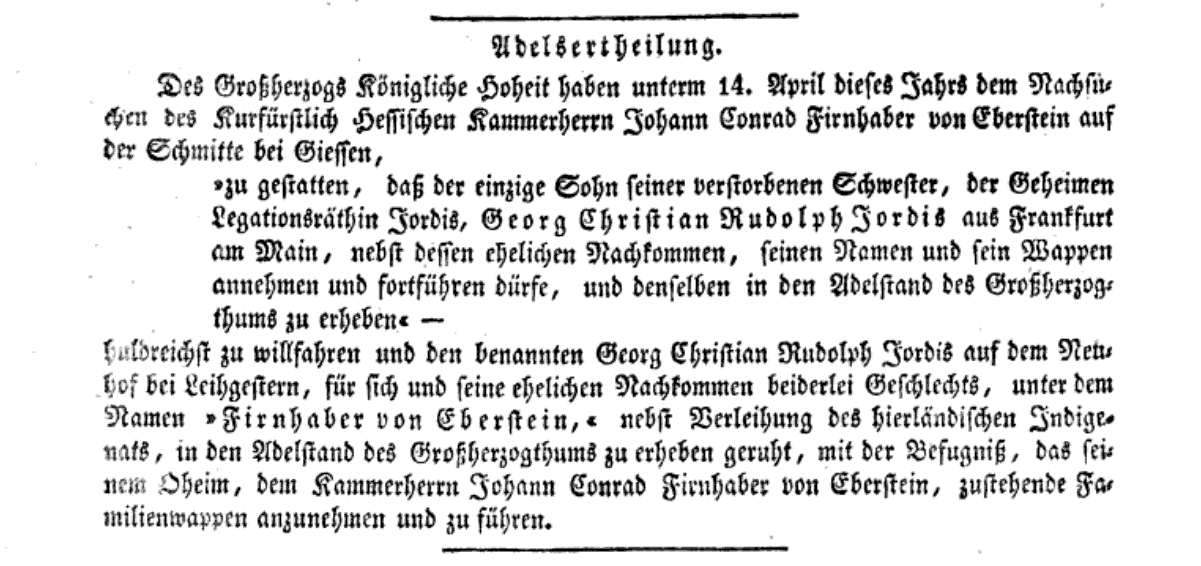
Verkündigung (1826) der Adelserteilung an den Neffen Jordis

Firnhabers Neffe, der Sohn seiner Schwester Antoinette Elisabeth Rahel (1772–1808) und des Frankfurter Bankiers Johann Heinrich Jordis (1757–1803), der spätere Landtagsabgeordnete Georg Christian Rudolph Firnhaber von Eberstein(-Jordis) (1797–1848), übernahm mit großherzoglich hessischer Genehmigung am 14. April 1826 den Adelstitel von ihm als „Firnhaber von Eberstein gen. Jordis“. Allerdings starb der Neffe noch vor dem Onkel kinderlos.

## Politik
In der 1. und 2. Wahlperiode (1820–1824) war er Abgeordneter der zweiten Kammer der Landstände des Großherzogtums Hessen. In den Landständen vertrat er den grundherrlichen Adel.